# Перейра де Оливейра, Майкон
Ма́йкон Пере́йра де Оливе́йра (порт.-браз. Maicon Pereira de Oliveira; 8 мая 1988, Рио-де-Жанейро — 8 февраля 2014, Донецк) — бразильский футболист, нападающий, известный по выступлениям за «Волынь» и «Шахтёр». Лучший бомбардир чемпионата Украины-2011/12 (вместе с Евгением Селезнёвым).

## Биография
Майкон родился 8 мая 1988 года в городе Рио-де-Жанейро. Начал играть в футбол на улице с друзьями. Позже его заметили и пригласили заниматься в клубе «Фламенго», школу которой и закончил. После выступал за команды «Флуминенсе», «Атлетико Алагоиньяс» и «Фламенго».
Летом 2009 года получил предложение от луцкой «Волыни». За команду был заявлен в сентябре, перед матчем Кубка Украины с криворожским «Кривбассом». В команде дебютировал 12 сентября 2009 года в матче против «Кривбасса» (2:1), Майкон в этом матче забил первый гол на 6 минуте в ворота Андрея Федоренко. В этом сезоне «Волынь» смогла дойти до полуфинала Кубка, где уступила симферопольской «Таврии» (1:2), будущему обладателю трофея. Также в этом сезоне 2009/10 «Волынь» стала серебряным призёром Первой лиги Украины и вышла в Премьер-лигу, уступив лишь клубу «Севастополь». Майкон стал лучшим бомбрадиром клуба в этом сезоне, забив 13 мячей, 3 из которых с пенальти.
В Премьер-лиге дебютировал 10 июля 2010 года в домашнем матче против полтавской «Ворсклы» (0:4). Дебютный гол в элитном дивизионе забил 10 сентября 2010 года в матче против «Севастополя» (1:0), Майкон забил на 7 минуте в ворота Александра Сокоренко, а в конце матча он не реализовал пенальти. В следующем матче против «Ильичёвца» (3:1), Майкон забил гол, который стал 500 голом забитым бразильцами в чемпионате Украины. В конце 2010 года он побывал на просмотре в «Легии» из Варшавы, а после в краковской «Краковии». В феврале 2011 года он был отдан в полугодичную аренду в бухарестское «Стяуа». В июле 2012 года заключил контракт с донецким «Шахтёром», который начал действовать с 1 сентября 2012 года. Однако почти сразу же сменил клуб на луганскую «Зарю», с которой подписал контракт на 1 год.
16 марта 2013 года в матче против одесского «Черноморца» дебютировал за «Шахтёр», а 11 мая в матче против симферопольской «Таврии» отличился первым голом за «Шахтёр». В последний день трансферного окна 2 сентября 2013 года перешёл на правах аренды в марупольский «Ильичёвец».
14 сентября 2013 года дебютировал за мариупольцев в победном матче против луганской «Зари», в котором отличился голом.
Погиб 8 февраля 2014 года в автокатастрофе в Донецке.

## Достижения
Командные
- Чемпион Украины: 2012/13
- Обладатель Суперкубка Украины: 2013
- Серебряный призёр Первой лиги Украины: 2009/10
- Обладатель Кубка Румынии: 2010/11

Личные
- Лучший бомбардир чемпионата Украины: 2011/12 (14 голов, совместно с Евгением Селезнёвым)